# Myrmicocrypta
Myrmicocrypta – rodzaj mrówek z podrodziny Myrmicinae. Obejmuje 24 opisanych gatunków.

## Gatunki
- Myrmicocrypta boliviana  Weber, 1938
- Myrmicocrypta bruchi  Santschi, 1936
- Myrmicocrypta buenzlii Borgmeier, 1934
- Myrmicocrypta collaris  Emery, 1913
- Myrmicocrypta dilacerata  Forel, 1885
- Myrmicocrypta ednaella Mann, 1922
- Myrmicocrypta elisabethae  Weber, 1937
- Myrmicocrypta Foreli Mann, 1916
- Myrmicocrypta godmani  Forel, 1899
- Myrmicocrypta guianensis  Weber, 1937
- Myrmicocrypta infuscata  Weber, 1946
- Myrmicocrypta longinoda  Weber, 1938
- Myrmicocrypta microphthalma Borgmeier, 1948
- Myrmicocrypta occipitalis  Weber, 1938
- Myrmicocrypta ogloblini  Santschi, 1936
- Myrmicocrypta rudiscapa  Emery, 1913
- Myrmicocrypta spinosa  Weber, 1937
- Myrmicocrypta squamosa  Smith, 1860
- Myrmicocrypta subnitida  Forel, 1899
- Myrmicocrypta triangulata  Forel, 1912
- Myrmicocrypta tuberculata  Weber, 1938
- Myrmicocrypta unidentata  Weber, 1937
- Myrmicocrypta urichi  Weber, 1937
- Myrmicocrypta weyrauchi Borgmeier, 1948